# 岩屋後古墳
岩屋後古墳（いわやあとこふん）は、島根県松江市大草町にある古墳。有・大草古墳群を構成する古墳の1つ。島根県指定史跡に指定されている。

## 概要
島根県東部、意宇平野南西隅の平野部に築造された古墳である。現在では周囲は水田化し、墳丘の大半は失われ、石室も半壊している。1977年度（昭和52年度）に発掘調査が実施されている。
墳形は明らかでなく、20メートル程度の墳丘の円墳または方墳と推定される。墳丘周辺では円筒埴輪・形象埴輪（人物・馬形埴輪）・須恵器（革袋形須恵器）が出土しており、出雲地方では最終期の形象埴輪になる（石棺式石室古墳では唯一）。埋葬施設は石棺式石室で、南西方向に開口する。玄室・羨道・前庭部から構成されたが、現在は玄室のみが遺存する。玄室が一枚石の組み合わせで家形石棺状に構築された石室である。出雲地方東部に分布する石棺式石室としては、家形屋根が明確な典型例であり最大規模のものとして注目される。石室内は盗掘に遭っており、副葬品は詳らかでない。
築造時期は、古墳時代後期の6世紀後半頃と推定される。付近では岡田山1号墳や御崎山古墳と同時期に位置づけられる。出雲地方東部では、山代・大庭古墳群（山代二子塚古墳・山代方墳など）の規模が突出しており、大草町周辺の岩屋後古墳・岡田山1号墳の被葬者はその大首長を補佐する立場にあったと想定される。
古墳域は1970年（昭和45年）に島根県指定史跡に指定されている。

## 遺跡歴
- 明治期、開墾時に人物埴輪5体以上の出土（帝室博物館（現在は東京国立博物館）保管）[3]。
- 1970年（昭和45年）10月27日、島根県指定史跡に指定。
- 1972年（昭和47年）、八雲立つ風土記の丘の開所。
- 1977年度（昭和52年度）、発掘調査。須恵器・埴輪の出土（島根県教育委員会、1978年に概要報告）[5]。

## 埋葬施設

石室俯瞰図

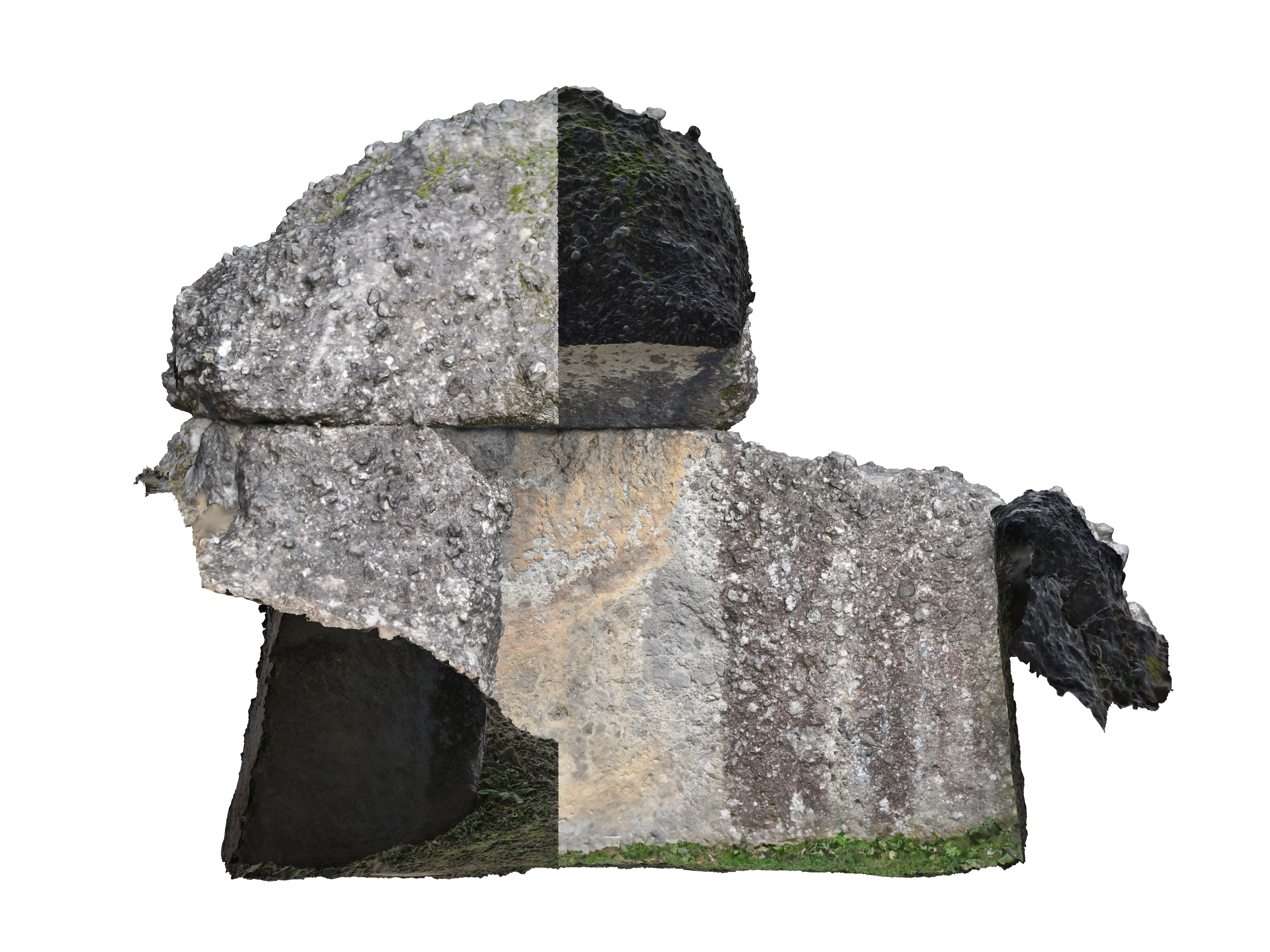
石室立断面図

埋葬施設としては石棺式石室が構築されており、南西方向に開口する。玄室・羨道・前庭部から構成されたが、現在では羨道・前庭部は破壊されており、玄室のみが遺存する。
玄室の規模は、長さ2メートル・幅3.3メートル・高さ2.3メートルを測る。玄室の奥壁・側壁はいずれも一枚石による。天井石も一石で、内外面とも平入り四注式の家形に加工されている。羨道も一枚石によって構築されるが、前庭部は割石積みによる。石室の形態は団原古墳に類似する。

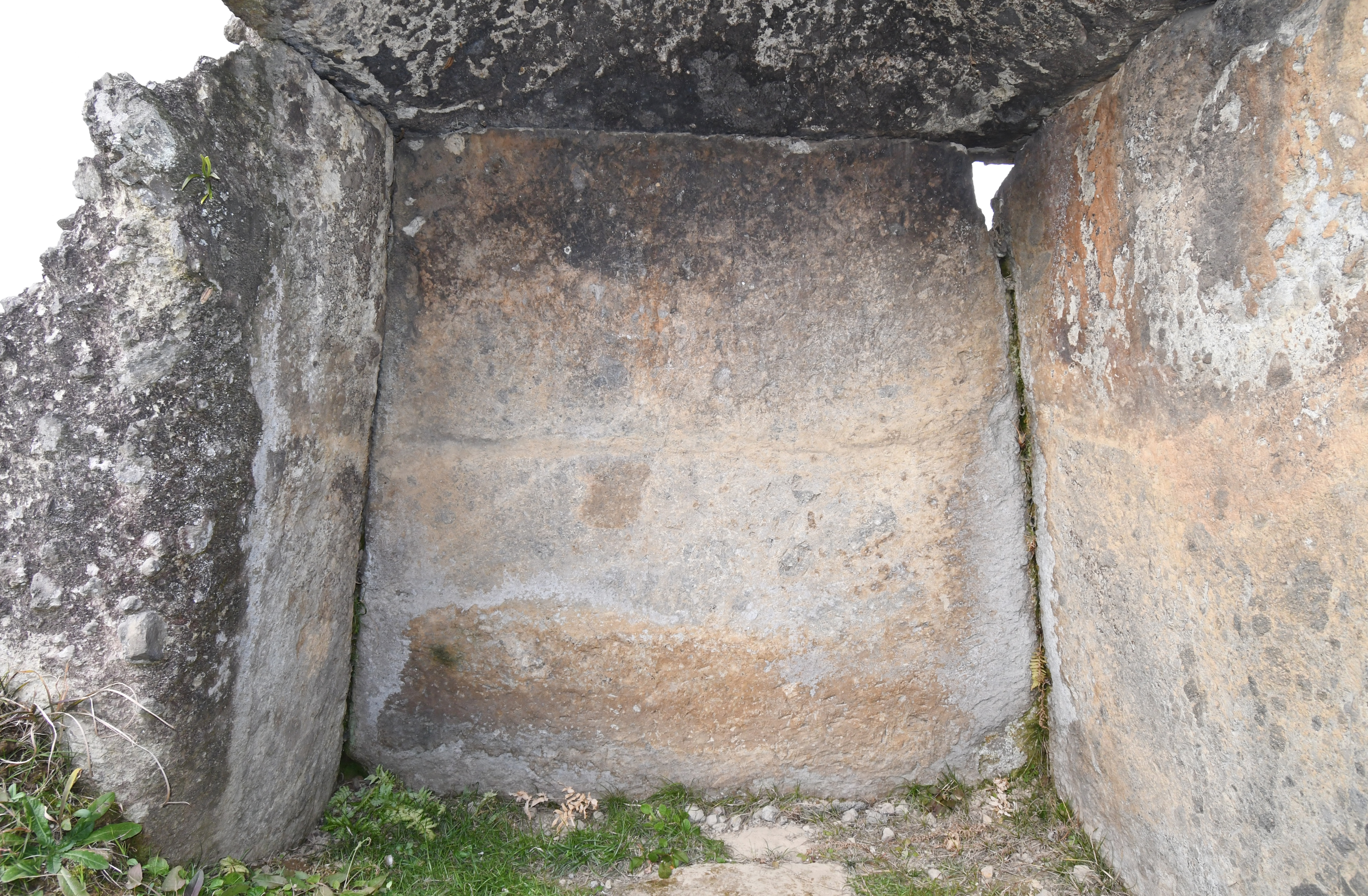
玄室右側壁（北西壁）
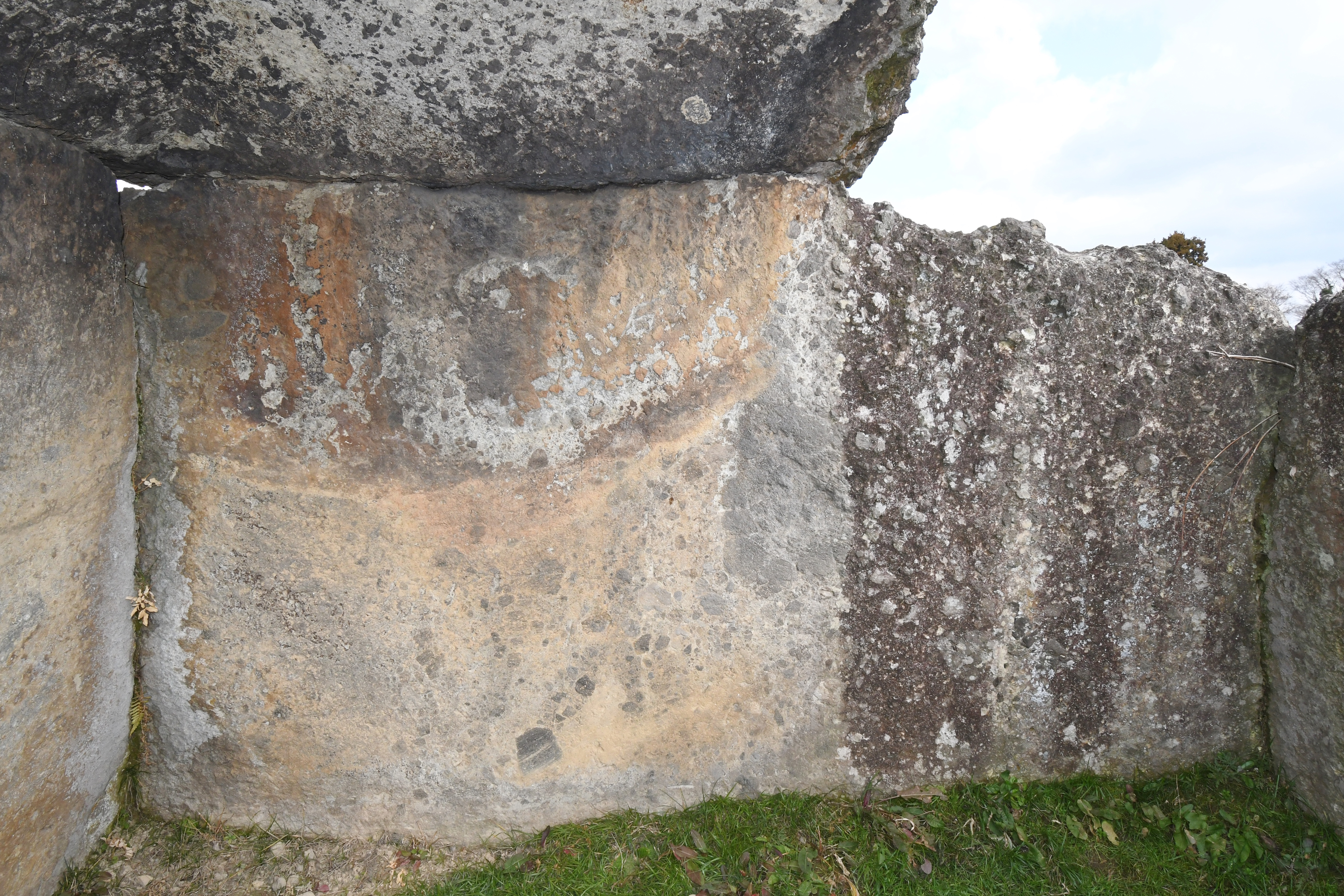
玄室奥壁
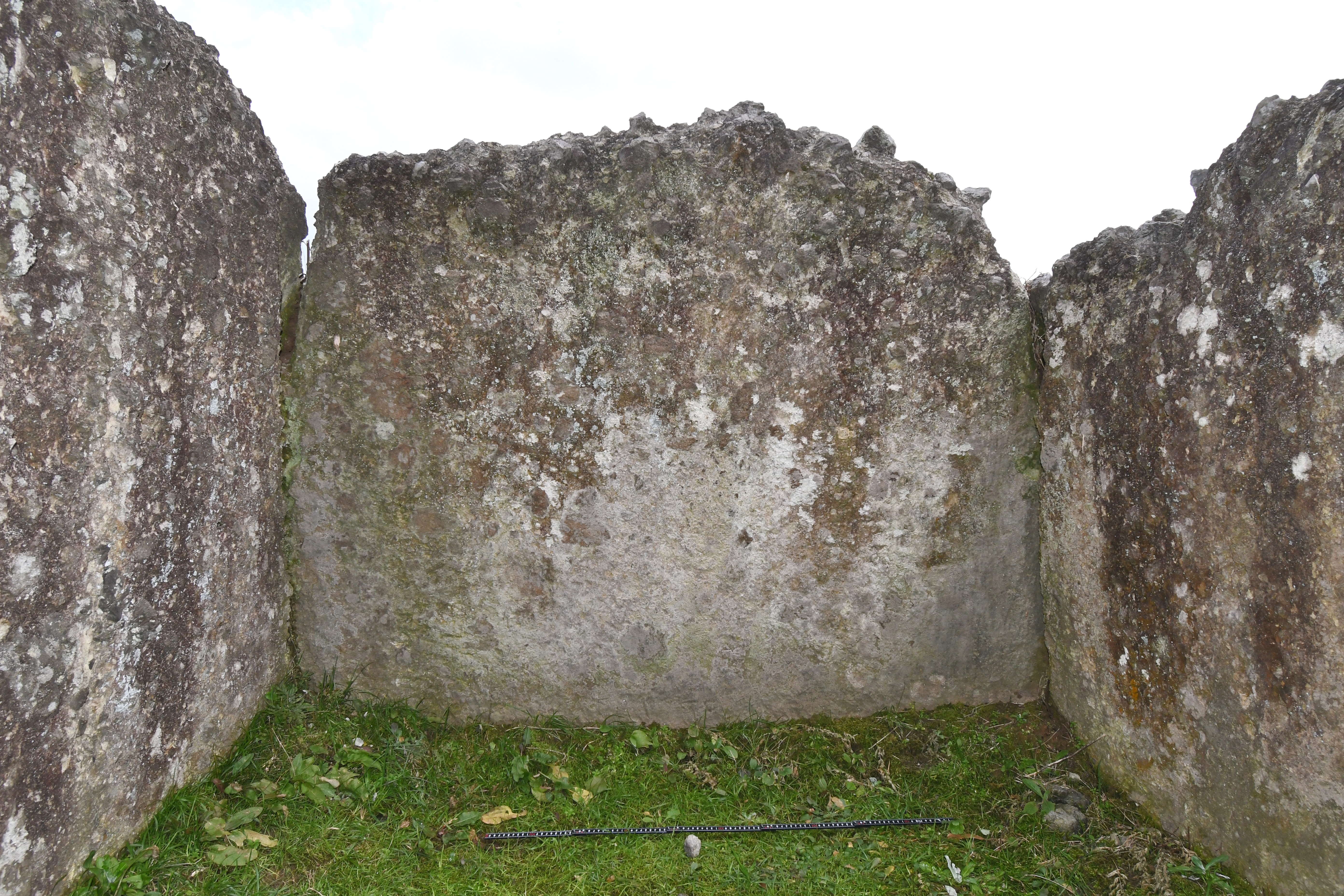
玄室左側壁（南東壁）
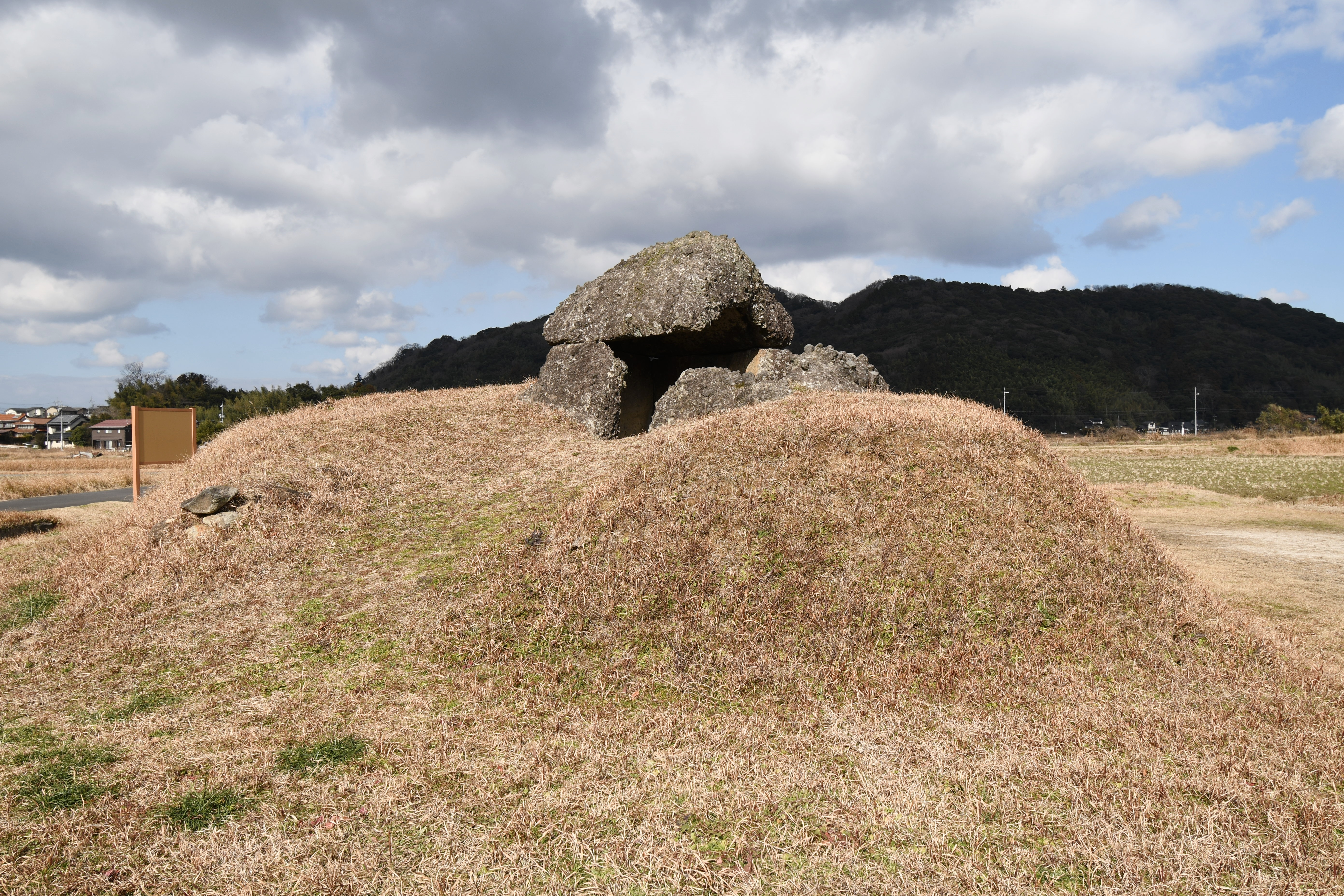
墳丘・石室開口部
石室展開図

## 出土品
- 埴輪[4]
  - 上半身に襷を表現した女性埴輪 2 - 明治期出土。
  - 鍔付帽子の男性埴輪 1 - 明治期出土。
  - 首飾りと耳飾りの女性埴輪 1 - 明治期出土。
  - 馬形埴輪 - 発掘調査時出土[2]。
  - 円筒埴輪
- 須恵器 - 坏蓋・杯身・高坏・𤭯・子持壺・革袋形須恵器[2]。

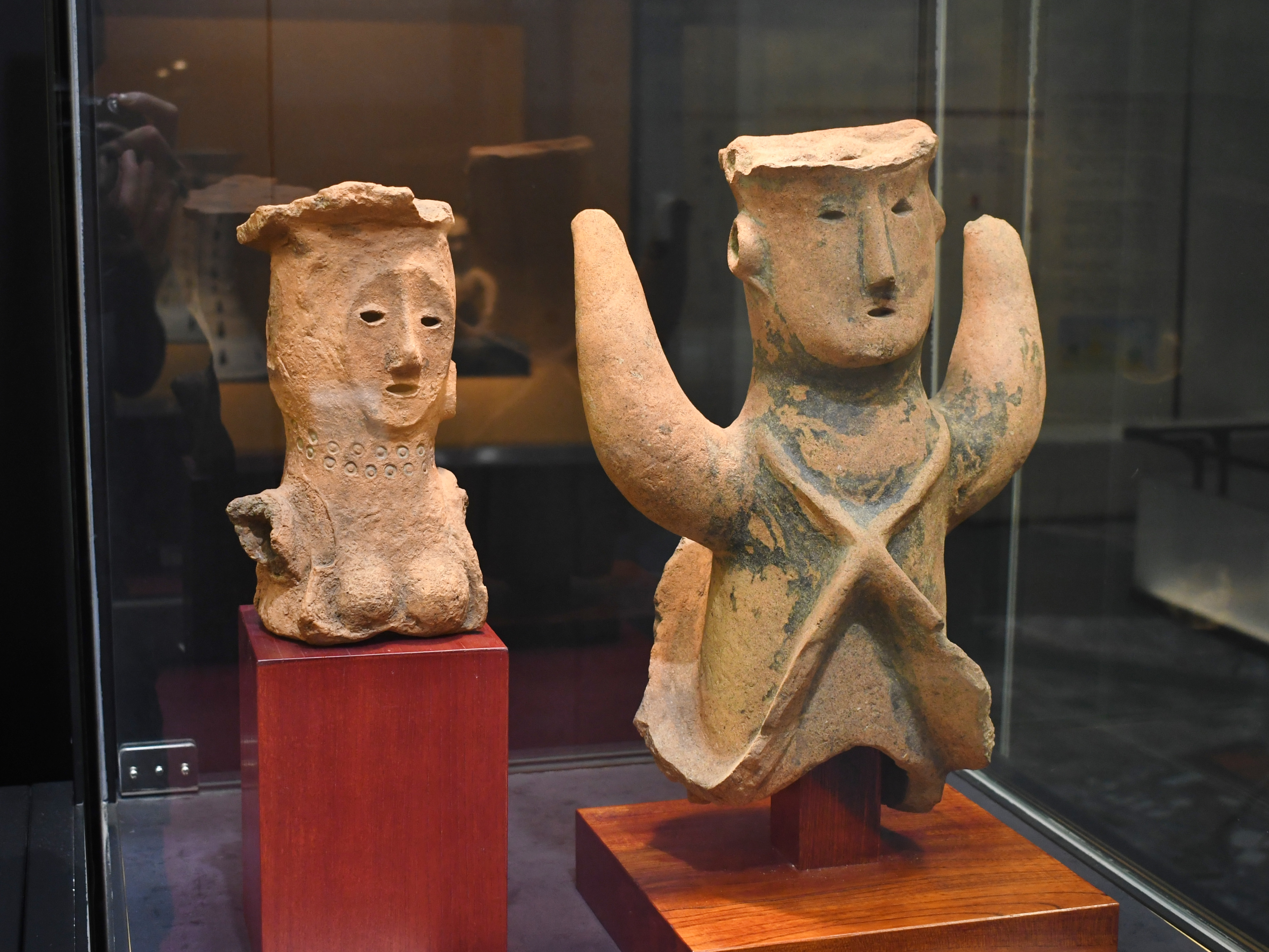
埴輪 首飾り・耳飾りを付けた女性、襷掛けの人物（複製） 島根県立八雲立つ風土記の丘展示学習館展示。
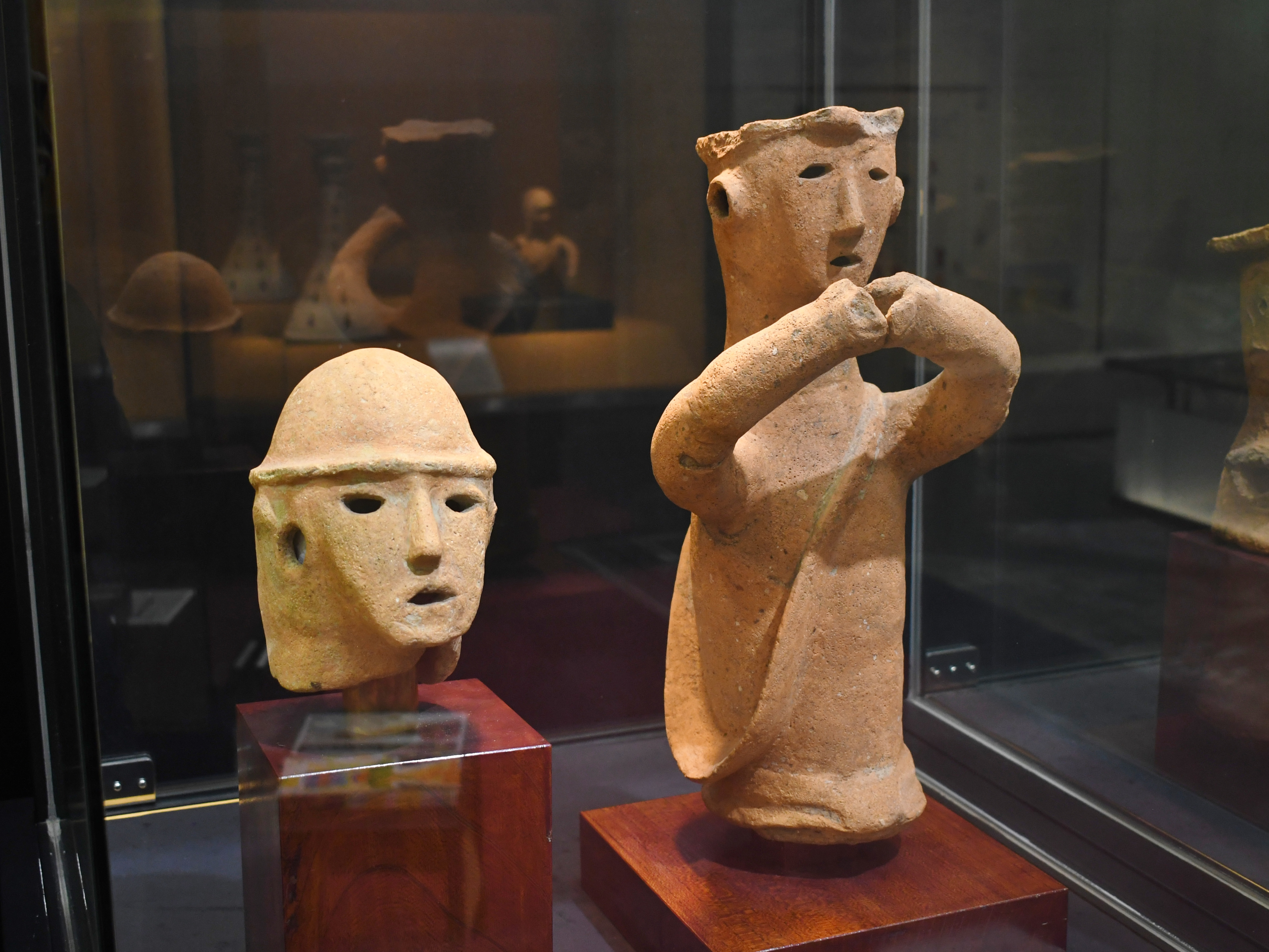
埴輪 帽子をかぶる男性、襷掛けの人物（複製） 島根県立八雲立つ風土記の丘展示学習館展示。
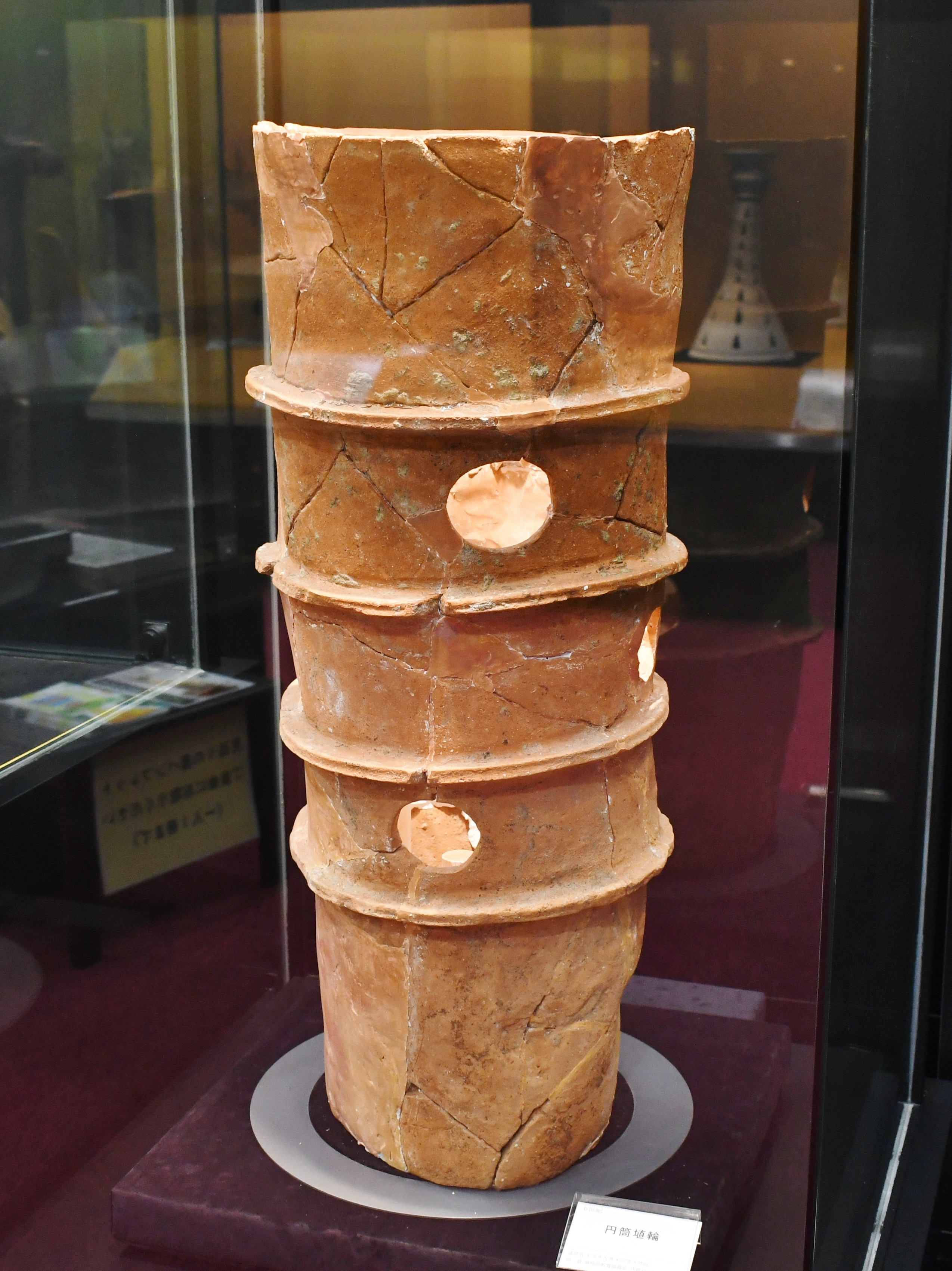
円筒埴輪 島根県立八雲立つ風土記の丘展示学習館展示。

## 文化財

### 島根県指定文化財
- 史跡
  - 岩屋後古墳 - 1970年（昭和45年）10月27日指定。

## 関連施設
- 島根県立八雲立つ風土記の丘展示学習館（松江市大庭町） - 岩屋後古墳の出土品・出土人物埴輪複製品を展示。
- 東京国立博物館（東京都台東区） - 岩屋後古墳の出土人物埴輪を保管。

## 関連文献
（記事執筆に使用していない関連文献）
- 『石棺式石室の研究 -出雲地方を中心とする切石造り横穴式石室の検討-』出雲考古学研究会〈古代の出雲を考える6〉、1987年。